# Dolichoderus superaculus
Dolichoderus superaculus är en myrart som först beskrevs av John E. Lattke 1987.  Dolichoderus superaculus ingår i släktet Dolichoderus och familjen myror. Inga underarter finns listade i Catalogue of Life.